# Élections sénatoriales de 2010 dans le Kansas
 (août 2013).
Les Élections sénatoriales américaines de 2010 visent à remplacer 34 (sur 100) sénateurs de Classe I, auxquelles il faut ajouter deux élections partielles dans le Delaware et dans l'État de New-York. Cette élection a eu lieu dans le Kansas le 2 novembre 2010.

## Contexte
Sam Brownback s'était engagé pendant sa carrière à ne pas être sénateur plus de deux mandats. Ainsi après avoir été élu en 1998 et réélu 2004 il annonce qu'il ne sera pas candidat à sa réélection, en revanche il sera candidat au poste de gouverneur du Kansas en 2010.

### Sénateur sortant
• Sam Brownback, sénateur junior de l'Illinois depuis 1999.

## Démocrates
Candidats du Parti démocrate :
Aucun
Candidats potentiels à l'investiture démocrate :

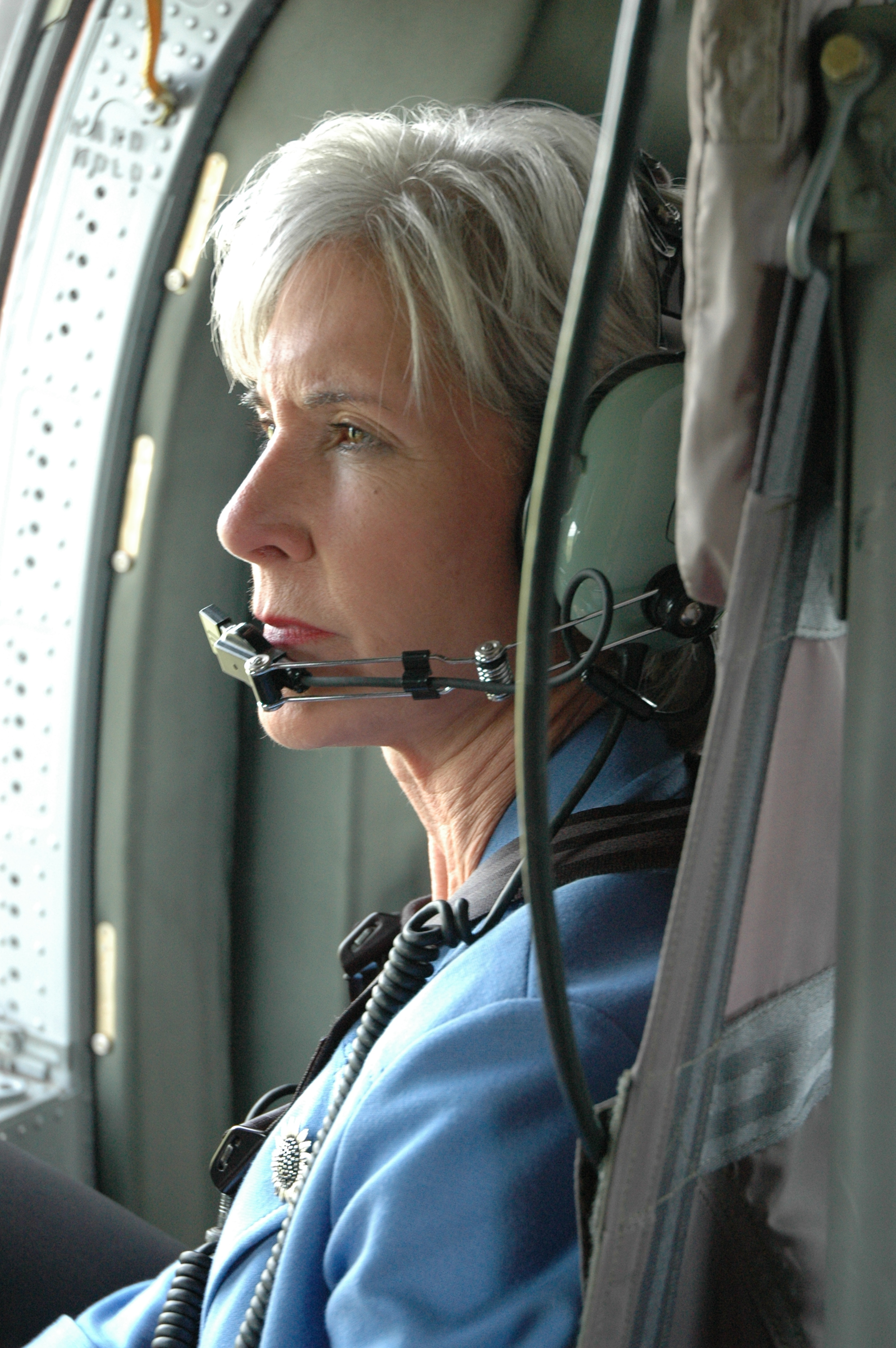
Sec.Kathleen Sebelius, actuelle Secrétaire à la Santé des États-Unis et ancienne Gouverneure du Kansas
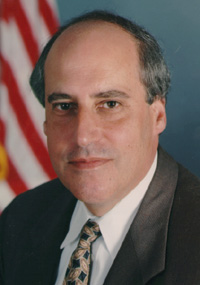
Dan Glickman, ancien Secrétaire à l'Agriculture des États-Unis
Charles Schollenberger,

## Républicains
Candidats du Parti républicain :
- Rep.Jerry Moran[1] 
actuel représentant du 
1er district du Kansas
- Rep.Todd Tiahrt[2] 
actuel représentant du 
4edistrict du Kansas

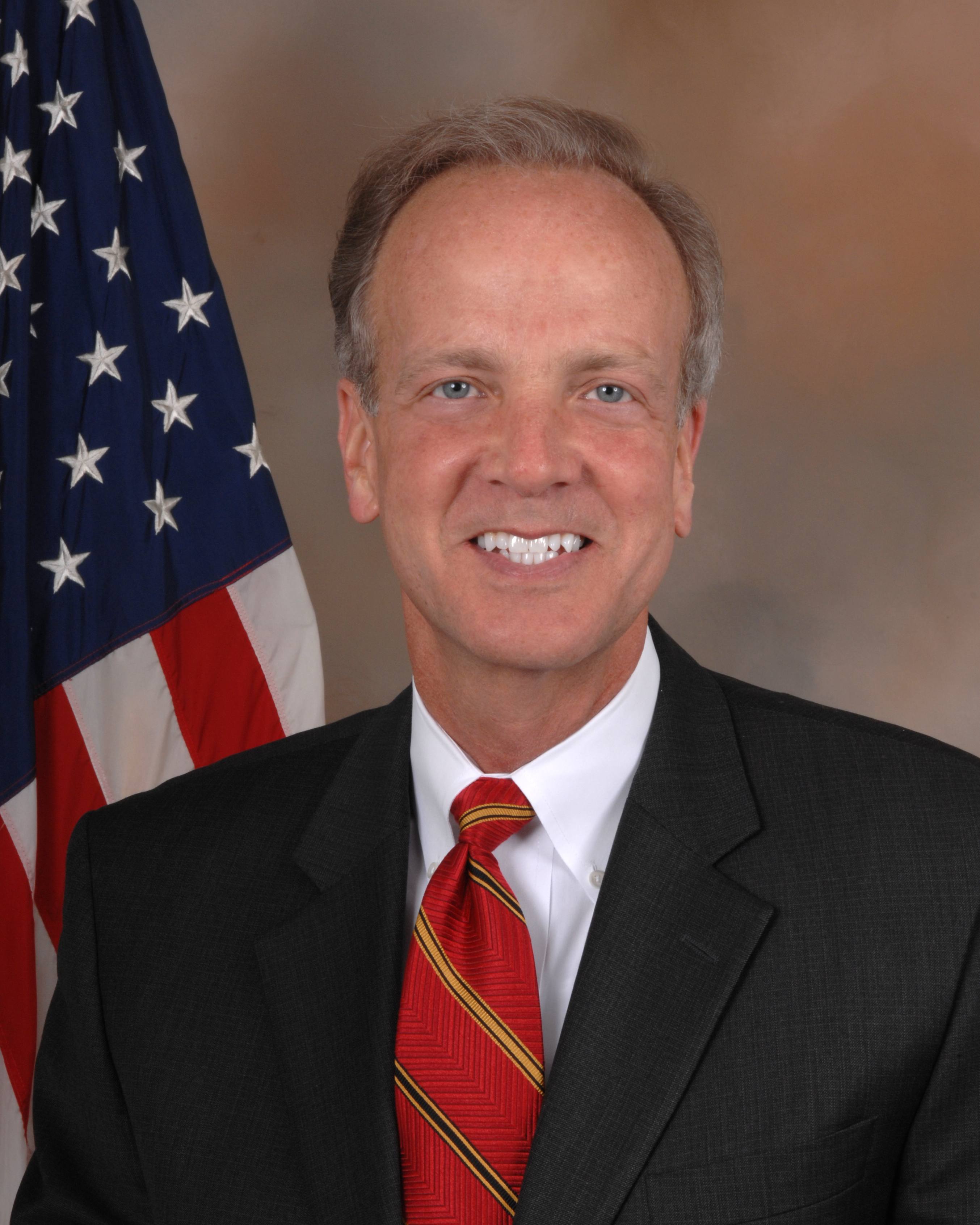
Rep.Jerry Moran actuel représentant du 1er district du Kansas
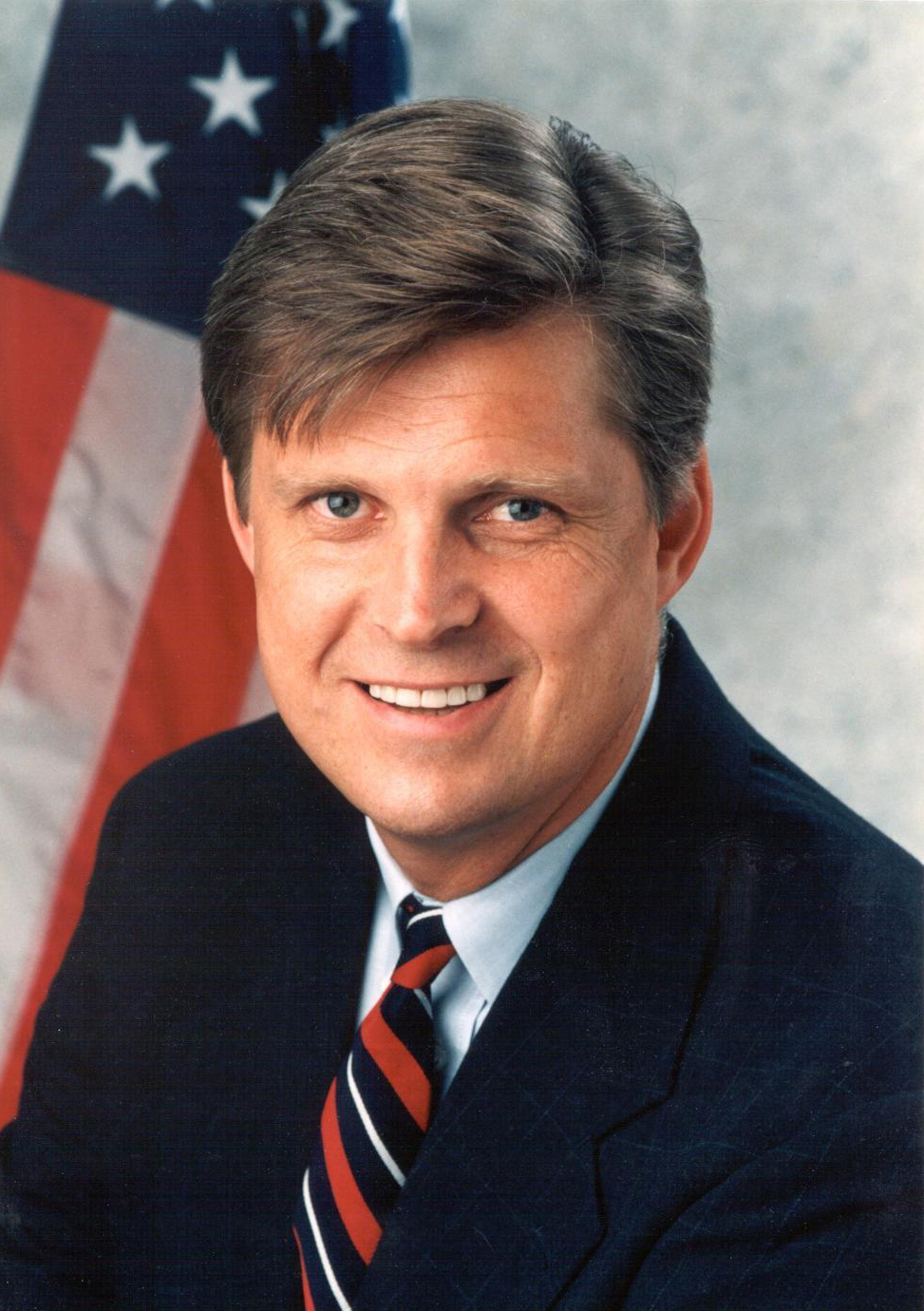
Rep.Todd Tiahrt actuel représentant du 4edistrict du Kansas

Candidats potentiels se présentant pas :

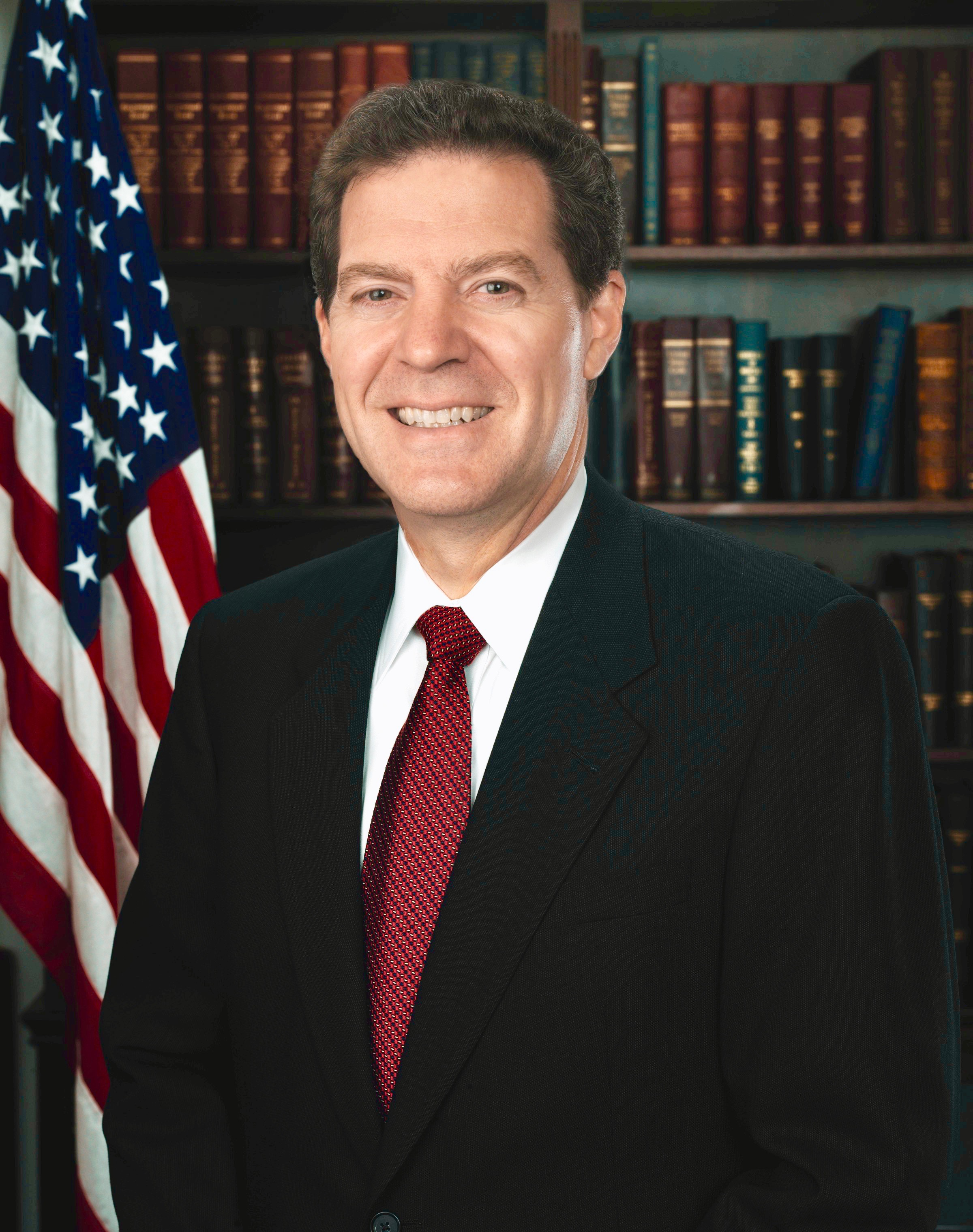
Sen.Sam Brownback, actuel sénateur junior du Kansas

## Sondages

### Primaire démocrate
aucun sondage

### Primaire républicaine
| Source        | Date du sondage    | Todd Tiahrt | Jerry Moran |
| ------------- | ------------------ | ----------- | ----------- |
| Survey USA    | June 12–14, 2009   | 38 %        | 40 %        |
| Survey USA    | April 17–19, 2009  | 35 %        | 39 %        |
| Research 2000 | February 2–4, 2009 | 24 %        | 19 %        |

### Élection générale
| Source        | Date du sondage    | Todd Tiahrt (R) | Kathleen Sebelius (D) |
| ------------- | ------------------ | --------------- | --------------------- |
| Research 2000 | February 2–4, 2009 | 37 %            | 47 %                  |

| Poll Source   | Dates Administered | Jerry Moran (R) | Kathleen Sebelius (D) |
| ------------- | ------------------ | --------------- | --------------------- |
| Research 2000 | February 2–4, 2009 | 36 %            | 48 %                  |